# Frédéric Ier de Hesse-Hombourg
Pour les articles homonymes, voir Frédéric Ier.
Frédéric Ier (5 mars 1585, Fischbachtal – 9 mai 1638, Hombourg) est le premier landgrave de Hesse-Hombourg.
Il est le dernier fils du landgrave Georges Ier de Hesse-Darmstadt par sa première femme Madeleine de Lippe. Son père lui concède le landgraviat de Hesse-Hombourg en 1622, sur lequel ses descendants règnent jusqu'en 1866.

## Descendance
En 1622, Frédéric Ier épouse Marguerite-Élisabeth de Leiningen-Westerbourg (30 juin 1604 – 13 août 1667), fille du comte Christophe de Leiningen-Westerbourg (bg). Ils ont six enfants :
- Louis-Philippe (1623-1643) ;
- Georges (1624-1624) ;
- Guillaume-Christophe de Hesse-Hombourg (13 novembre 1625 – 27 août 1681), landgrave de Hesse-Hombourg ;
- Georges-Christian de Hesse-Hombourg (10 décembre 1626 – 1er août 1677), landgrave de Hesse-Hombourg ;
- Anne-Marguerite (31 août 1629 – 3 août 1686), épouse en 1650 le duc Philippe-Louis de Schleswig-Holstein-Sonderbourg-Wiesenbourg;
- Frédéric II (30 mars 1633 – 24 janvier 1708), landgrave de Hesse-Hombourg.